# Відкритий кордон

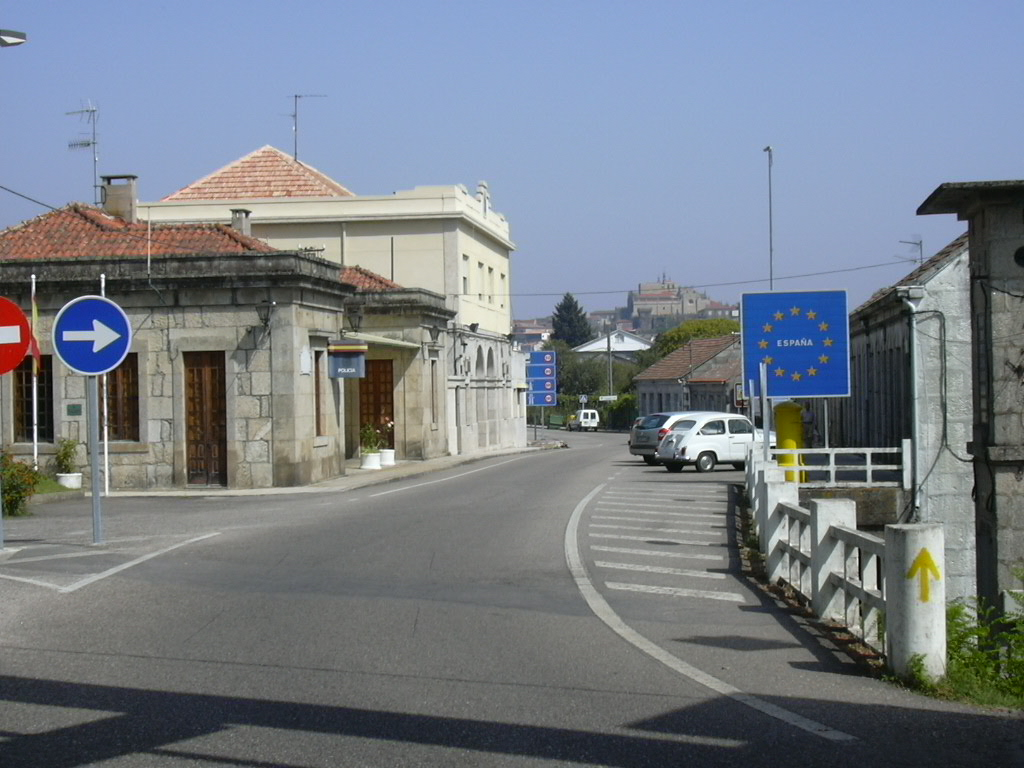
Кордон між Іспанією та Португалією, сторонами Шенгенської угоди. Їхній кордон позначений простим знаком і без паспортних чи митних перевірок.

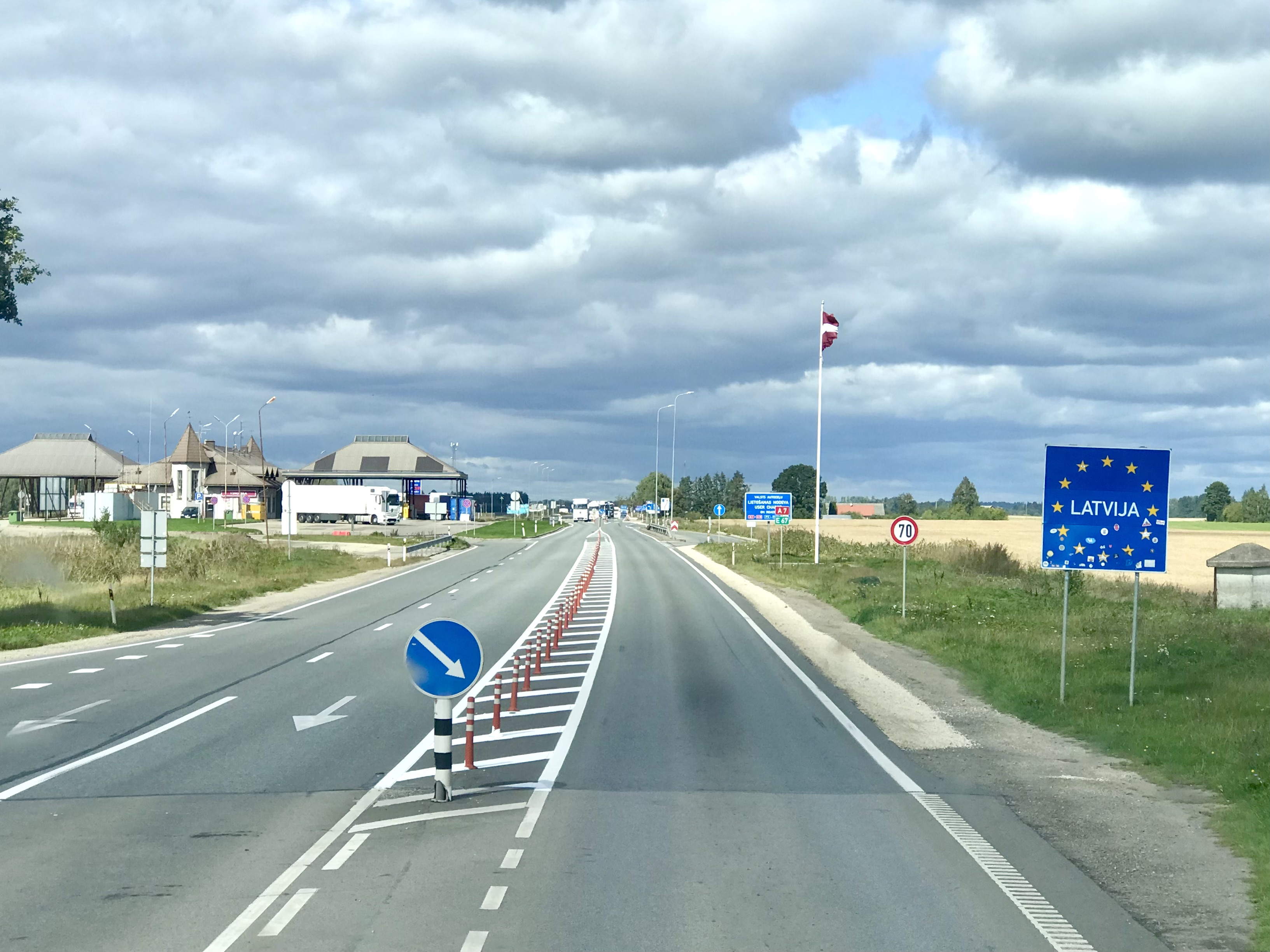
Кордон між Литвою та Латвією, між якими також діє Шенгенська угода.

Відкритий кордон — кордон, який забезпечує вільне пересування людей (і часто товарів) між юрисдикціями без обмежень пересування та не має суттєвого прикордонного контролю. Кордон може бути відкритим через навмисне законодавство, яке дозволяє вільне пересування людей через кордон (де-юре), або кордон може бути відкритим через відсутність правового контролю, відсутність належного правозастосування чи належного нагляду за кордон (де-факто). Прикладом першого є Шенгенська угода між більшістю членів Європейської економічної зони (ЄАВТ та ЄС). Прикладом останнього є кордон між Бангладеш та Індією, який стає контрольованим. Термін «відкриті кордони» стосується лише потоку людей, а не потоку товарів і послуг і лише до кордонів між політичними юрисдикціями, а не простих кордонів приватної власності.
Відкриті кордони є нормою для кордонів між підрозділами в межах суверенних держав, хоча деякі країни зберігають внутрішній прикордонний контроль (наприклад, між материковою частиною Китайської Народної Республіки та спеціальними адміністративними районами Гонконг і Макао або між Сполученими Штатами і некорпоровані території Гуаму, Північних Маріанських островів і Американського Самоа, а також Малих віддалених островів). Відкриті кордони також є звичайними між державами-членами федерацій, хоча (дуже рідко) рух між державами-членами може контролюватися за виняткових обставин. Федерації, конфедерації та подібні багатонаціональні союзи, як правило, підтримують контроль зовнішніх кордонів через систему колективного прикордонного контролю, хоча іноді вони мають відкриті кордони з іншими державами, які не є членами через спеціальні міжнародні угоди – наприклад між країнами Шенгенської угоди, як зазначено вище.

## Приклади закритих кордонів
- Північна Корея та Південна Корея мають спільний мілітаризований кордон, відомий як Військова демаркаційна лінія, яка діє з моменту призупинення Корейської війни в липні 1953 року (коли Корейська угода про перемир’я створила Корейську демілітаризовану зону поблизу 38° пн. ш.). На смузі землі вздовж кордону багато мін і засобів виявлення руху. Між Північною та Південною Кореєю є два прикордонні переходи (один автомобільний, один залізничний), але вони здебільшого закриті, хоча час від часу їх відкривають із суворими обмеженнями[4].
- Вірменсько-азербайджанський кордон повністю закритий через стан війни між двома країнами через нагірно-карабахський конфлікт.
- Туреччина закрила свій кордон з Вірменією у квітні 1993 року на знак солідарності з Азербайджаном у нагірно-карабахському конфлікті[5][6]. Однак з 2023 року Туреччина відкрила свої кордони з Вірменією для прямих вантажних авіарейсів[7].
- Кордон між Україною та Молдовою в Придністров'ї закритий для всіх з 2022 рок[8].
- З 1994 року сухопутний кордон між Алжиром і Марокко повністю закритий. З 2021 року повітряний простір між двома країнами було закрито за ініціативи Алжиру
- Стан громадянської війни в Центральноафриканській Республіці змусив Чад закрити всі сухопутні кордони між двома країнами[9].
- Кордон Колумбії та Венесуели частково закрито урядом Венесуели.
- Ізраїльсько-ліванський кордон закрито через бойові дії між Ізраїлем та Ліваном.
- Ізраїльсько-сирійський кордон закрито через військові дії між Ізраїлем та Сирією, але були деякі легальні перетини[10][11][12].
- Білорусько-російський кордон повністю закритий для іноземців, хоча він повністю відкритий для власних громадян[13][14][15].
- Через військові дії між Ізраїлем і ХАМАСом, який контролює Смугу Газа, і з Єгипту, щоб запобігти контрабанді зброї, доріг, що ведуть до Смуги Газа, використовують мало. Перетин із Єгиптом та Ізраїлем відкритий для обраних людей з гуманітарних причин з обмеженнями. Вибрані жителі Гази переїжджають до Ізраїлю з метою роботи.
- З червня 2017 року по січень 2021 року Саудівська Аравія тимчасово закрила свій кордон із Катаром, членом Ради співробітництва Перської затоки, через дипломатичну кризу в Катарі 2017–18 років.